# Paksi FC
Paksi FC (Paks; pronunție în maghiară [ˈpɒkʃ]) este un club de fotbal maghiar cu sediul în Paks. De la înființarea sa în 1952, a jucat fie la nivel județean, fie la nivel național. În 2006, a urcat pentru prima dată la Borsodi Liga, sau NB I, prima divizie a fotbalului maghiar. Își joacă meciurile de acasă la Fehérvári úti Stadion. Culorile echipei sunt verde și alb. În Divizia Ungară 2010–11, echipa a terminat pe locul al doilea și s-a calificat pentru sezonul 2011–12 din Europa League. Clubul este cunoscut pentru politica sa de a semna doar jucători maghiari.